# Pavlos Melas
Pavlos Melas (tiếng Hy Lạp: ?) là một khu tự quản ở vùng Trung Makedonías, Hy Lạp. Khu tự quản Pavlos Melas có diện tích 24 km², dân số theo điều tra ngày 18 tháng 3 năm 2001 là 87587 người.